# Chorebus canariensis
Chorebus canariensis är en stekelart som beskrevs av Griffiths 1967. Chorebus canariensis ingår i släktet Chorebus och familjen bracksteklar. Inga underarter finns listade i Catalogue of Life.